# 버마 방면군
버마 방면군(緬甸方面軍), 호출부호 森 모리[*]부대는 버마에 주둔하였던 일본 제국 육군의 방면군이다.
1943년 3월 27일에 남방군 직할 부대로서 창설되었고 1945년 9월 12일에 모울메인에서 종전을 맞이하였다.

## 구조

### 지휘부[1]
사령관
1. 중장 가와베 마사카즈(河辺正三), 1943년 3월 27일 ~ 1944년 8월 29일
2. 중장 기무라 헤이타로(木村兵太郎), 1944년 8월 30일 ~ 1945년 9월 12일

참모장
1. 소장 나카 에이타로(中永太郎)
2. 중장 다나카 신이치(田中新一)
3. 중장 시데이 쓰나마사四手井綱正

참모부장
1. 소장 이소무라 다케스케(磯村武亮)
2. 소장 이치다 지로(一田次郎)

고급참모
작전과장이자 제1과장을 겸임하였다.
1. 대령 가타쿠라 다다시(片倉衷)
2. 대령 아오키 이치에다(青木一枝), 1944년 4월 8일 ~ 1945년 6월 8일
3. 대령 아시가와 하루오(芦川春雄)

### 편성
- 제15군
- 제28군
- 제33군
- 제31사단
- 제33사단
- 제49사단
- 제53사단
- 독립혼성 제24여단
- 독립혼성 제72여단
- 독립혼성 제105여단

## 참고
1. ↑  “総軍・方面軍 司令官: ビルマ方面軍” (일본어). 2015년 4월 20일에 원본 문서에서 보존된 문서. 2015년 3월 21일에 확인함.